# Cyllopoda filigera
Cyllopoda filigera là một loài bướm đêm trong họ Geometridae.